# Сюрприз в Мо
Сюрприз в Мо (фр. Surprise de Meaux) — попытка французских протестантов с помощью военной силы захватить короля Карла IX, пока он отсутствовал в столице. Хотя планы заговорщиков не осуществились, «сюрприз в Мо» был использован как повод для развязывания второй религиозной войны.

## Предыстория

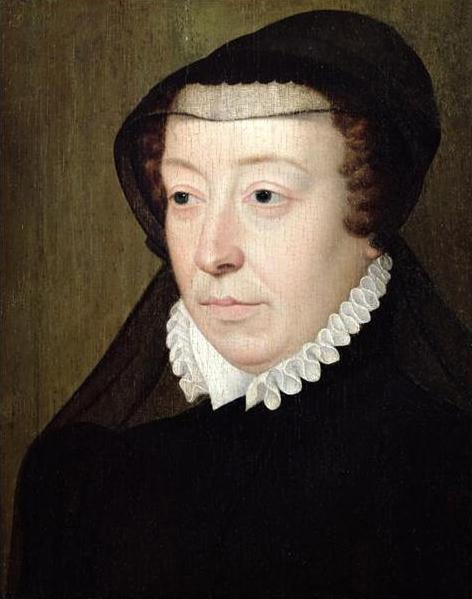
Екатерина Медичи

Летом 1566 года король Испании Филипп II решает подавить волнения в испанских Нидерландах, для чего туда через Милан, Савойю и Лотарингию (то есть огибая границы Франции) отправилась армия герцога Альбы. Французское правительство, памятуя о напряжённых отношениях с Испанией, призвало 6000 швейцарцев для охраны пограничных рубежей.
Когда испанская армия достигла Брюсселя, необходимость в дальнейшем содержании швейцарцев исчезла. 9 сентября 1567 года герцог Альба арестовал графов Эгмонта и Горна — лидеров голландских протестантов. Это зародило у вождей французских гугенотов — принца Луи де Конде, адмирала Колиньи и его брата Франсуа д’Андело — подозрения в том, что их ожидает похожая участь, а нанятые в прошлом году швейцарцы могут быть использованы против их сторонников. Конде и Колиньи решили захватить молодого короля, чтобы вырвать его из-под влияния католических вельмож; по плану заговорщиков, исполнить задуманное нужно было в двадцатых числах сентября 1567 года.

## «Сюрприз»
В это время Карл IX, его мать Екатерина Медичи, высшие государственные сановники и двор находились в замке Монсо (Иль-де-Франс). К 26 сентября туда начали поступать сведения о том, что вооружённые протестанты собираются в Розе-ан-Бри, недалеко от Монсо. Королева-мать и коннетабль Монморанси поначалу отказались этому верить, а канцлер Мишель де л’Опиталь резко осудил «интриганов, распространяющих подобные выдумки». Но когда известия о заговоре подтвердились, Екатерина действовала без промедления: уже 27 сентября двор переехал в Мо; туда же из Шато-Тьерри была вызвана швейцарская гвардия.
Оказавшись под охраной швейцарцев, король и королева-мать решают вернуться в Париж. Полковник Пфайфер, командир швейцарского отряда, выстроил свои войска в огромное каре, в центре которого Карл IX и его двор начали путешествие в столицу. Дважды на их пути показывалась гугенотская кавалерия под предводительством принца Конде и д’Андело, однако, оценив соотношение сил, мятежники не решились вступить в схватку. 28 сентября король благополучно прибыл в Париж.

## Последствия

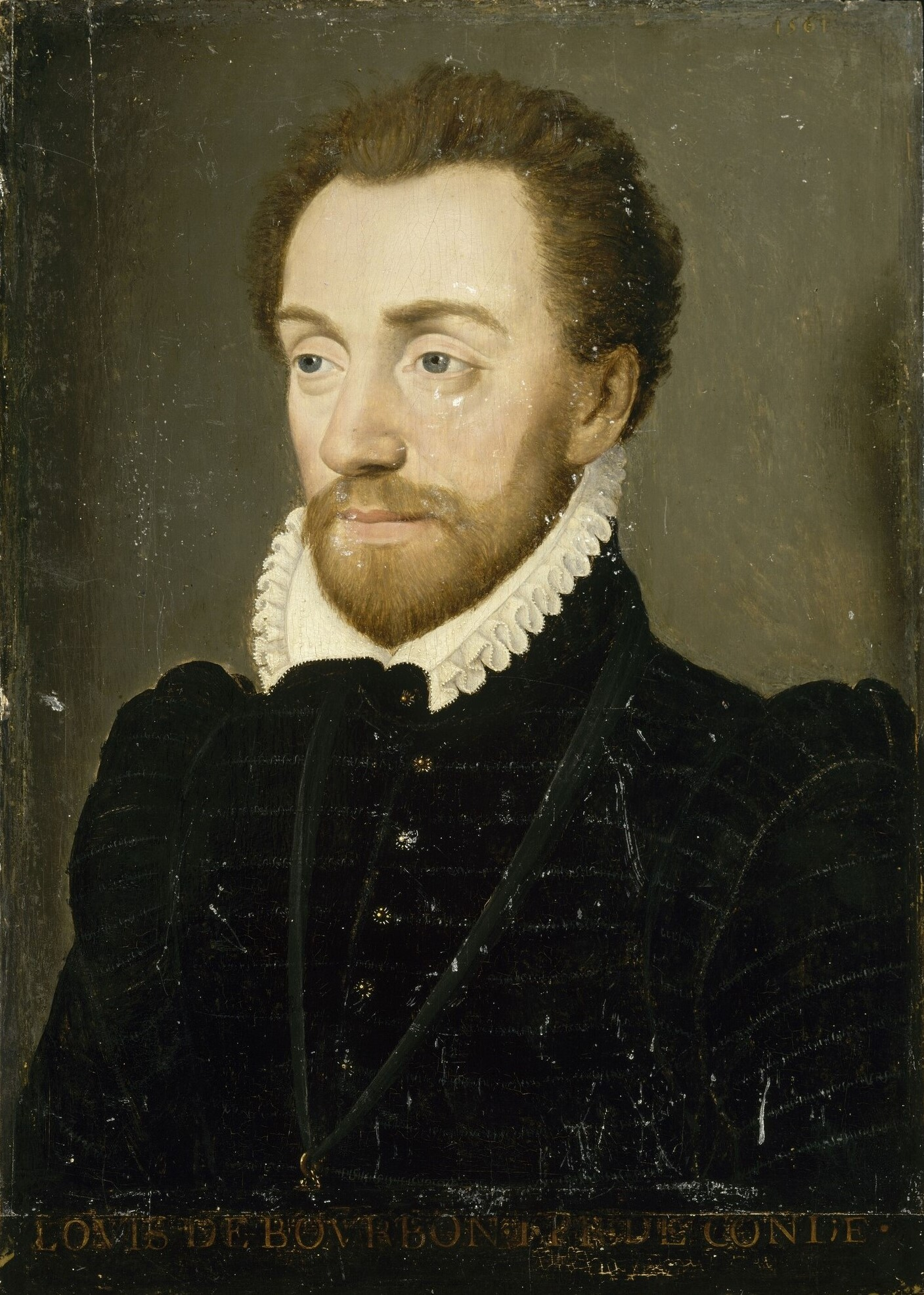
Принц Конде

Действия гугенотских вождей, а также «мишелада» в Ниме, означали развязывание новой гражданской войны, которая пришла на смену сравнительно мирному периоду (1563–1567). В конфликте двух партий королевская власть окончательно встала на сторону католиков, а приверженцы сохранения мира (в первую очередь канцлер де л’Опиталь) были удалены из правительства.